# Britney új külseje
A Britney új külseje (Britney's New Look) a South Park című animációs sorozat 169. része (a 12. évad 2. epizódja). Elsőként 2008. március 19-én sugározták az Egyesült Államokban. Magyarországon 2009. március 20-án mutatta be a Comedy Central.
Az epizódban a főszereplő gyerekek segíteni próbálnak Britney Spearsnek, aki egy öngyilkossági kísérlet után a paparazzók elől menekül. Eközben fény derül egy bizarr szokásra is, melynek követői az énekesnő életére törnek...

## Cselekmény
|  | Alább a cselekmény részletei következnek! |

A Marsh család házában a TV előtt ül Stan Marsh, Eric Cartman, Kyle Broflovski és Butters Stotch. Randy Marsh arra kényszeríti őket, hogy Barack Obama és Hillary Clinton vitáját nézzék, ám az adás megszakad és egy másik műsor, a „Britney figyelő” jelenik meg a képernyőn. A műsorban közlik, hogy Britney Spears a South Park közelében fekvő hegyekben tartózkodik. Egy fényképet is bemutatnak, amelyen Britney levizel egy katicabogarat. A fiúk megtudják, hogy a fényképért több ezer dollárt fizettek a készítőnek, ezért elhatározzák, hogy ők is lefényképezik Britneyt. Butters mókusjelmezben van, mivel úgy akarják lefényképezni Britneyt, hogy az énekesnő éppen leszékel egy mókust. A szállodánál, ahol Britney tartózkodik, hatalmas tömeggel találják szembe magukat, ezért azt hazudják, hogy ők Britney gyerekei, így a biztonsági őr beengedi őket. Britney – miután azt hiszi, láthatja a gyermekeit, de csalódnia kell – mély depresszióba zuhan. A folyamatos zaklatások hatására az öngyilkosságot választja és főbelövi magát.
A lelkiismeret furdalástól gyötört gyerekekkel a kórházban közlik, hogy Britney még mindig életben van. Stan és Kyle bemennek Britney kórtermébe, ahol döbbenetes látvány fogadja őket, ugyanis Britney fejének nagy része hiányzik. Mivel a fotósok itt sem hagyják békén Britneyt, a fiúk elhatározzák, hogy megszöktetik őt és egy stúdióba viszik. Később Britney fellép egy koncerten, ahol számos kritikát kap – de érdekes módon senkinek sem tűnik fel, hogy Britney fél feje hiányzik.
A gyerekek úgy döntenek, az Északi-sarkra viszik az énekesnőt, ám a vasútállomáson újabb paparazzókba ütköznek. Kyle ezért belebújik Britney ruhájába és eltereli a fotósok figyelmét, miközben Stanék felszállnak a vonatra. Kyle beszédet intéz a fotósokhoz és arra kéri őket, hagyják békén az énekesnőt, de ők kijelentik; Britneynek meg kell halnia. Útközben a kalauz felismeri Britneyt és megállítja a vonatot, ezután az emberek Britney és Stan üldözésére indulnak. A fotósok bekerítik őket és közlik Stannel, hogy azért zaklatják Britneyt, mert fel kell őt áldozniuk a jobb kukoricatermésért cserébe. Ezután latin szavakat kántálva mindenki Britneyt kezdi el fényképezni, amelybe végül belehal.
Az epizód végére az áldozatért cserébe beérett a kukorica. Amerika lakói már ki is választották a jövő évre az áldozatot (Miley Cyrust) és a szupermarketben latinul kezdenek kántálni. Stan és Kyle vonakodva csatlakozik hozzájuk.

## Fogadtatás
A kritikusok vegyes érzelmekkel fogadták az epizódot: Travis Fickett az IGN-től azt írja, hogy „»A Britney új külseje« olyan benyomást kelt, mintha valaki sikertelenül próbálta volna meg utánozni a South Parkot”. A kritikus szerint az epizód a 12. évad csalódás okozó részei közé tartozik, 10-ből 6 pontra értékelte. Brad Trechak, a TV Squad munkatársa szerint nem ez a legjobb South Park-rész, de a legrosszabbaktól is távol áll. Értékelése szerint egy gyengétől a kiválóig terjedő skálán „nagyon jó” besorolást érdemel. A TVoholic kritikusa pozitívan értékelte az epizódot.

## Külső hivatkozások
- Britney új külseje Archiválva 2009. december 16-i dátummal a Wayback Machine-ben a South Park Studios hivatalos honlapon
- Britney új külseje az Internet Movie Database oldalon (angolul)